# Niempurgué
Niempurgué est une localité du nord de la Côte d'Ivoire qui se situe dans la Région des savanes, au sud de la ville de Boundiali. La population y est constituée essentiellement de Sénoufos et de Malinkés.